# Anoteropsis flavescens
Anoteropsis flavescens är en spindelart som beskrevs av Ludwig Carl Christian Koch 1878. Anoteropsis flavescens ingår i släktet Anoteropsis och familjen vargspindlar. Inga underarter finns listade i Catalogue of Life.